# Ari Nyman
Ari Nyman (født 7. februar 1984 i Turku, Finland) er en finsk tidligere fodboldspiller (defensiv midtbane/forsvarer). Han tilbragte intet mindre end 18 sæsoner hos Inter Turku i sin fødeby, som han spillede mere end 400 ligakampe for. Han spillede også tre sæsoner i Schweiz hos FC Thun.
Nyman spillede desuden 22 kampe for Finlands landshold, som han debuterede for 1. december 2004 i en venskabskamp mod Bahrain.

## Titler
Finsk pokal
- 2009 og 2018 med Inter Turku